# Hatvany-Deutsch család

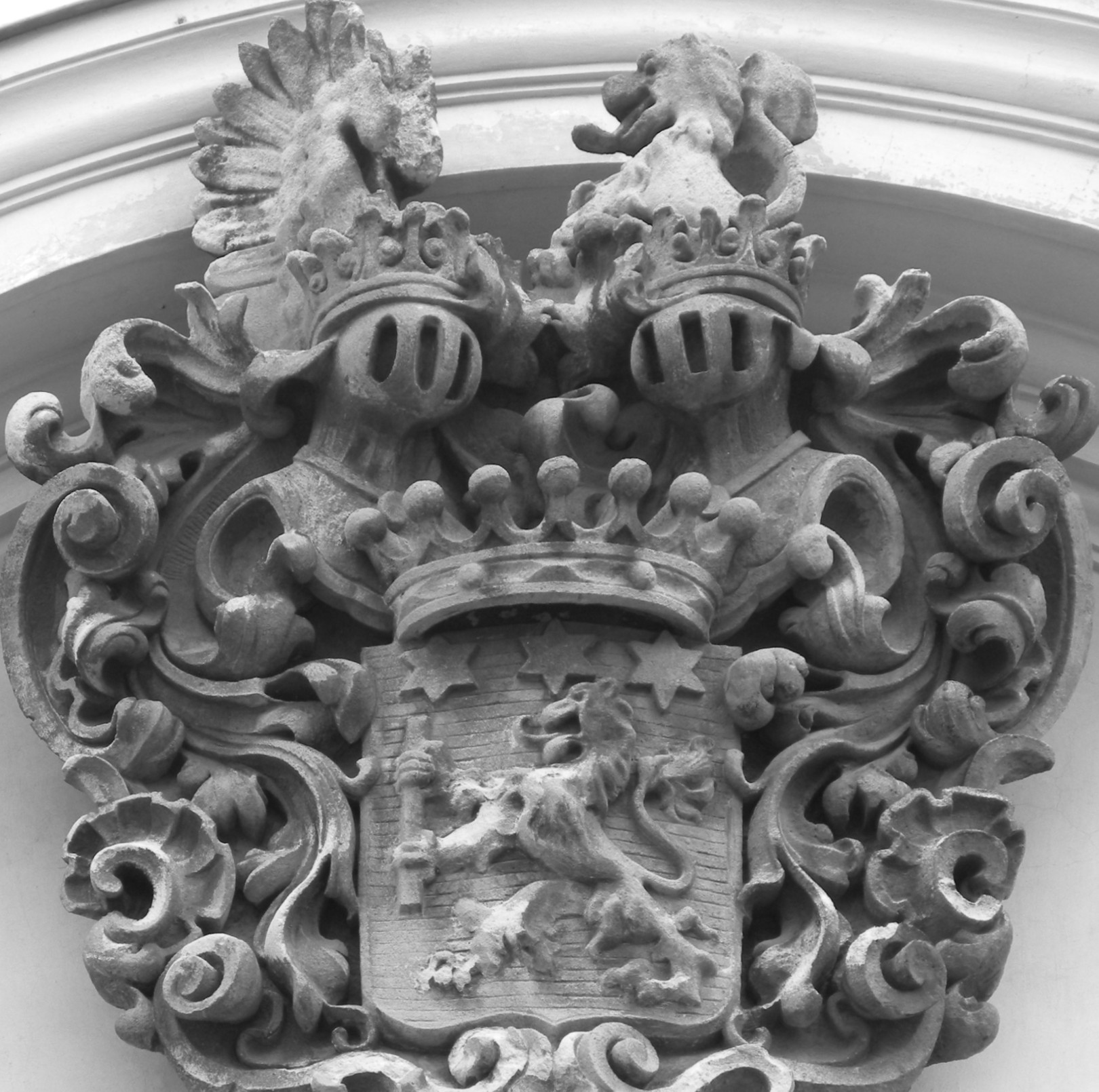
A báró Hatvany-Deutsch család címere (1910. június 5.)

A Hatvany-Deutsch család (1879-től a nemesség és nemesi előnév megszerzése után: hatvani Deutsch; 1897-től a kettősnév engedélyezése után: hatvani Hatvany-Deutsch; 1910-től a bárói cím megszerzése után: báró hatvani Hatvany-Deutsch; 1911-től a névváltoztatás engedélyezése után: báró hatvani Hatvany) a 19–20. század egyik leggazdagabb, elsősorban a későbbi nemzedékek művész tagjairól és művészetpártolásáról híres magyar újnemes családja.

## A család eredete és felemelkedése
A család első ismert tagja, Deutsch Ábrahám Kőszegről települt át Aradra, a híres dél-magyarországi gabonavidék központjába, ahol szatócsboltot nyitott, és emellett szövettel, gyapottal, gabonával és más terményekkel kereskedett. A napóleoni háborúk teremtette konjunktúra hatására figyelme a gabonakereskedelem felé fordult; ezzel teremtette meg a család későbbi, hatalmas vagyonának alapját. Egyetlen fia, Deutsch Ignác már Aradon született.
Deutsch Ignác (1803–1873)  kezdetben apja szatócsüzletébe társult. Még húszéves sem volt, amikor 1822-ben szülővárosában létrehozta terménykereskedő cégét. Emellett különböző arisztokrata családoknál (pl. a gróf Zelenski családnál) volt kereskedő, hitelt nyújtó, úgynevezett „házi zsidó”. Az 1830-as évek végén már tekintélyes helyi kereskedőként kapta meg a trieszti Assicurazioni Generali biztosító társaság aradi képviseletét, és vált ezzel a biztosító üzletág hazai bevezetőjévé. 1844-ben az Aradi Első Takarékpénztár váltóbírálója lett. 1848–49-ben nemzetőrként vett részt a szabadságharcban. Deutsch Ignác felesége, Abelsberg Teréz (1802–1863), ugyancsak vagyonos terménykereskedő családban született. Deutsch Ignác és Abelsberg Teréz elsőszülött fia, Deutsch József (1824–1903), a második Deutsch Bernát (1826–1893) volt. Két leányuk, Deutsch Róza (1829–1915), Koppély Adolf felesége, és Deutsch Ernestine, Brüll Sámuel (1825–1874) házastársa. A két fiú már fiatalon bekapcsolódott a család vállalkozásaiba.
Az 1850-es években részben a gőzvasút, részben a gőzhajózásnak a fejlődésének eredményeként jelentősen átalakult a magyarországi kereskedelem szerkezete: a gabona és általában a szemes termények szállítása került előtérbe. Ezt felismerve a család Pestre költözött, ahol Deutsch Ignác 1856-ban nagykereskedelmi jogot kapott a város magisztrátusától. Ebben nyilvános társává fogadta Deutsch Bernát fiát.
Deutsch Ignác megvásárolta a pesti lipótvárosi Nádor és Mérleg utca sarkán álló, klasszicista épületet (Nádor u. 2.). Az épület egy részében a család lakott, más részében a cég tevékenységének befejezésig a „Deutsch Ig. és Fia” cég központja működött. Ekkor a család véglegesen telepedett le Pesten. A kereskedelem mellett a gazdaság több más ágában is jelentős szerepet játszottak, így az 1850–60-as években több vasútvonal (például a Kassa–Oderberg, Munkács–Beszkid vonalak) építésének fővállalkozóiként.
1864-ben alapították meg az Első Budai Gőzmalom Társulatot, amelynek vezetőségében a „Deutsch Ig. és Fia” céget Ignác Deutsch József fia képviselte. Ugyanebben az évben Deutsch Ignác és Bernát részt vett a félmillió forint tőkével induló Concordia Gőzmalom alapításában. Deutsch Ignác vagyonát főleg földvásárlásba fektette. Így például 1867-ben, a Budapest–Hatvan-vasútvonal építésekor egy brüsszeli banktól megvette a gróf Grassalkovich család egykori Heves vármegyei hatvani uradalmát a teljesen leromlott állapotú kastéllyal, ami ezután egészen a második világháborúig igen fontos szerepet játszott a család életében. A földön eleinte főleg gabonát termesztettek a család malmainak, majd az 1880-as évek végétől a cukorrépa termesztésére tértek át. 1912-ben társalapítói voltak a Fővárosi Serfőző Rt.-nek Kőbányán.
Deutsch Ignác vagyona halálakor a hagyatéki leltár szerint:
- összes hagyaték 2 371 570 Ft
- tiszta hagyaték 1 936 703 Ft
- üzleti vagyon 1 301 092 Ft, azaz a hagyaték 54,86%-a

ingó vagyon az összes hagyaték 57,83%-a
ingatlan vagyon az összes hagyaték 42,17%-a.

## A harmadik nemzedék

### A fivérek: hatvani Deutsch József és hatvani Deutsch Bernát

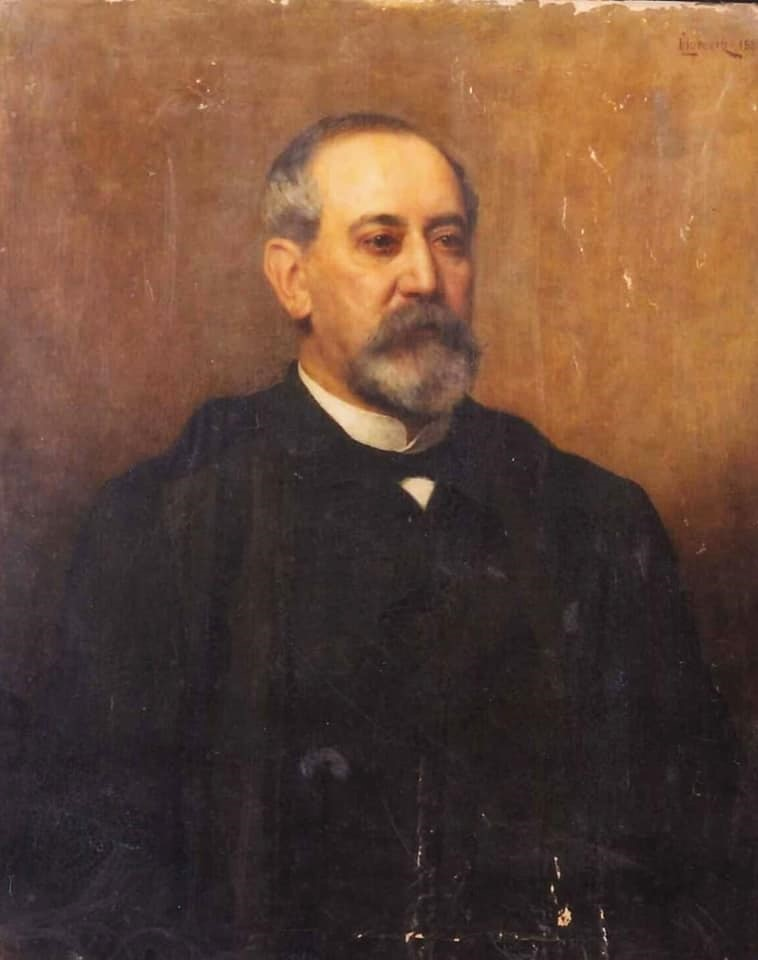
Deutsch Bernát

Deutsch Ignác halála után két fia, Deutsch József (1824–1903) és Deutsch Bernát (1826–1893) vette át a családi vállalatbirodalom irányítását. Deutsch József az 1864-ben alapított Első Budai Gőzmalmi Társulat vezetőségben képviselte a családot (a Weisz és Brüll család mellett), Bernát pedig a „Deutsch Ig. és Fia” cég irányítását vette át. Deutsch József (1824–1903) Krieshaber Paulát (1833–1899) vette feleségül, akitől három gyermeke született: Sándor, László és Hermina.
1879. január 15.-én Ferenc József magyar király nemességet, a "hatvani" nemesi előnevet, valamint családi címert adományozta Deutsch Józsefnek és fivérének Bernárdnak. Lehet, hogy azért kaptak nemességet, mert Bosznia-Hercegovina bekebelezésekor (1878-ban) jelentős támogatást adtak a hadseregnek, de az is lehet, hogy egyszerűen csak vásárolták.
Az 1873-as tőzsdekrachot és hitelválságot Bernát vezetésével sikeresen lovagolták meg. A cég forgalma jelentősen nőtt; 1879
-re már a Concordia Gőzmalom majdnem összes részvénye a hatvani Deutsch család kezében volt; a malom alaptőkéje időközben már 1 150 000 Ft–ra nőtt. A negyedik generáció két tagja, hatvani Deutsch Sándor (1852–1913) és unokatestvére, Hatvany-Deutsch József (ifj. hatvani Deutsch József, 1858–1913) 1879-ben, illetve 1884-ben lett a „Deutsch Ig. és Fia” vállalat társtulajdonosa.
1882-ben Deutsch Bernát már:
- a Concordia Gőzmalom alelnöke,
- az Osztrák Nemzeti Bank pesti fiókjának váltóbírálója,
- a Pesti Magyar Kereskedelmi Bank váltóbírálója,
- a Magyar Jelzáloghitelbank igazgatósági tagja,
- az Egyesült Budapesti Fővárosi Takarék igazgatósági tagja és
- a Salgótarjáni Kőszénbánya Rt. igazgatósági tagja volt.

A család befektető tevékenysége az 1880-as évektől a répacukorfőzés felé fordult. 1881-ben a Deutsch, Kohner és Brüll cég megvásárolta a csődbe jutott nagysurányi cukorgyárat (Nagy-Surányi Cukorgyár és Finomító Rt.). A gyár 1882-ben Bernát elnökletével, 4,5 millió Ft alaptőkével kezdett termelni.
A nagysurányi gyár megvásárlása után alapítottak is három cukorgyárat: Hatvani Cukorgyár (1889), a Vas megyei Cukorgyár (1895), és a Oroszkai Cukorgyár (1893).
1888-ban Deutsch Bernát földbirtokos megjelöléssel, 6915 Ft adóval a főváros legnagyobb adófizetői között szerepelt. Felesége Wejsz Laura (1837–1904) volt; hét gyermekük született: József, Emma, Adél, Károly, Béla, Irén és Janka.
Hatvani Deutsch Bernát vagyona halálakor a hagyatéki leltár szerint:
Összes hagyaték 4 391 653 Ft, ebből:
- tiszta hagyaték 4 379 598 Ft
- üzleti vagyon 4 200 080 Ft, az összes hagyaték 95,63%-a

ingó vagyon az összes hagyaték 95,80%-a
ingatlan vagyon az összes hagyaték 4,20%-a.

## A negyedik nemzedék

### Báró Hatvany-Deutsch Sándor

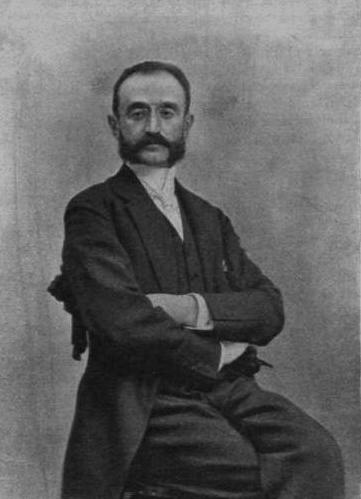
Báró Hatvany-Deutsch Sándor (1852–1913)

A már magyar nemességel bíró hatvani Deutsch József (1824–1903) és Krieshaber Paula (1833–1899) fia, hatvani Deutsch Sándor (1852-1913), később Hatvany-Deutsch Sándor (1852-1913. február 18.) fiatal korában egy berlini bankban gyakornokoskodott. 1873-tól vett részt a családi cég („Deutsch Ig. és Fia”) vállalkozásaiban; 1877-ben lett cégvezető, 1879-ben társtulajdonos. Apjával és nagybátyjával több gabona-, majd cukoripari céget alapított. 1894-ben ő lett a Cukorgyárosok Országos Szövetségének elnöke. A századfordulón a bankszektorban:
- a 32 milliós alaptőkéjű Hazai Bank alelnöke,
- a Pesti Hazai Első Takarékpénztár igazgatóságának tagja,
- a Budapesti Giro- és Pénztáregylet igazgatóságának tagja volt. (1904-ben már szinte mindegyik budapesti nagybank igazgatóságában ott ültek a család tagjai.)

A bankok és cukorgyárak mellett két nagy gőzmalom fő részvényese is volt. 1902-ben Chorin Ferenccel megalapította a hazai iparosok érdekvédelmi szervezetét, a Gyáriparosok Országos Szövetségét, 1903-tól a főrendi ház tagja. 1910. június 5.-én Ferenc József magyar király bárói címet, valamint újabb címert adományozott Deutsch Sándornak. Azt vallotta, hogy az eredményes gazdálkodás elengedhetetlen kelléke a saját földbirtok. Sógorával és unokatestvérével, Hatvany-Deutsch Józseffel apáikhoz hasonlóan osztották fel a családi vagyon intézését: Sándor — ahogyan előtte apja, id. József elsősorban a birtokokat igazgatta. Az övé volt Magyarországon a 75. legnagyobb földterület, ezzel a nem történelmi családban született „újnemesek” között a legnagyobb. Több, szorosan a mezőgazdasághoz kötődő gyárat és kereskedő vállalatot alapított:
- Erőtakarmánygyár,
- Mezőgazdasági és Kereskedelmi Rt.,
- Növénynemesítő Rt. (Hatvanban).

Hatvany-Deutsch Sándor vagyona halálakor a hagyatéki leltár szerint:
Összes hagyaték :10 300 365 Ft (20 600 730 K)
- ebből tiszta hagyaték 9 429 350 Ft (18 858 700 K)

ingó vagyon az összes hagyaték 88,31%-a
ingatlan vagyon az összes hagyaték 11,69%-a
Deutsch Sándor első felesége, Hatvany-Deutsch Emma (1858–1901) bárónő, az unokatestvére volt; Emma, Deutsch Bernát (1826-1893) bárónak és szurdai Weiss Laura (1837–1904) asszonynak a lánya volt, Hatvany-Deutsch Sándor első feleségétől született Lajos, Ferenc és Irén. Halála előtt néhány héttel másodszor is megnősült; második felesége: Amberg Ottilia. Hatvany-Deutsch Sándor gyermekei már nem vállalták a cég működtetését, ezért annak vezetését báró Hatvany Irén férje, Dr. Hirsch Albert vette át. Rajta kívül a családot a cégbe 1916-ban báró ifj. Hatvany-Deutsch József ágáról belépett báró Hatvany Endre képviselte.
A negyedik nemzetdékhez tartozott, báró Hatvany-Deutsch Sándor fivére, Hatvany-Deutsch László (1856–1880), aki tüdőbajban halt meg 24 évesen, valamint Hatvany-Deutsch Hermina (1854–1924), aki zempléni Moskovitz Geyzához (más írásmóddal Moscovitz, 1851–1913) ment feleségül. A férj apjától, Moskovitz Mórtól (id. gróf Andrássy Gyula háziorvosától) örökölt, 4000 holdas birtokon éltek a Zemplén megyei Alsókörtvélyesen (szlovákul: Nižný Hrušov, (jelenleg  Szlovákia, az Eperjesi kerület Varannói járásában). Moskovitz Geyza és Hatvany-Deutsch Hermina gyermekei: Moskovitz István, és Lesznai Anna, született Moskovitz Amália.

### Báró Hatvany-Deutsch József
Deutsch Bernát (1826–1893) és a szintén izraelita nemesi származású szurdai Weiss Laura (1837–1904) frigyéből született ifjabb Hatvany-Deutsch József (1858–1913), aki fiatal korában a bécsi Hochschule für Bodenkulturban tanult. Báró Hatvany-Deutsch Sándor (1852–1913) elsőfokú unokatestvére. 1884-ben lett a „Deutsch Ig. és Fia” vállalat társtulajdonosa, 1888-tól a hatvani cukorgyár vezetője. Sógorával, aki egyben unokatestvére, Hatvany-Deutsch Sándorral apáikhoz hasonlóan osztották fel a családi vagyon intézését: ifj. Deutsch József — ahogyan előtte apja, Deutsch Bernát — elsősorban a családi vállalat ügyeit intézte. Több cikket írt a hazai sajtóba a cukoripar helyzetéről. Apja halála (1893) után unokatestvére és sógora, Sándor üzlettársaként gazdálkodott. Hatvany-Deutsch József 1908. október 23-án bárói címet szerzett az uralkodótól és a főrendiház tagjává emelte; felesége vágújhelyi Laczko Fanny (1888–1964) volt, akitől született négy gyermeke: Hatvany Lily (1890–1967), írónő, akinek az első férje, báró Madarassy Beck Gyula, bankár volt, ám hamarosan elváltak, majd második, férje a szeszgyáros Freund családban született Tószeghy Imre lett; Endre, Bernát és Hatvany Antónia (1894–?), aki építészetet tanult, majd Amerikába emigrált, ahol idővel a New York-i ügyvédi kamara főtitkára lett.
Hatvany-Deutsch József vagyona halálakor a hagyatéki leltár szerint:
Összes hagyaték 9 349 859 Ft (18 699 718 K)
- tiszta hagyaték: 8 848 633 Ft (17 697 267 K)
- üzleti vagyon 8 752 622 Ft (17 505 324 K)

Hatvany Józsefné Laczko Fannyé volt a 20. század első felének legnagyobb magyar porcelángyűjteménye. Ezt hadizsákmányként a Szovjetunióba vitték.
Báró Hatvany-Deutsch Józsefnek volt négy leánytestvére: Hatvany-Deutsch Irén (1867–1880), aki mindössze 13 évet élt; Hatvany-Deutsch Adél (1861–1927), aki báró Schossberger Nándorhoz ment feleségül (férje apjának, Schossberger Zsigmond nagykereskedőnek Turán volt mintegy 26 000 kh-as nagybirtoka); báró Hatvany-Deutsch Emma (1858–1901), báró Hatvany-Deutsch Sándor (1852-1913) felesége; valamint Hatvany-Deutsch Janka (1874–?), aki báró csetei Herzog Mór Lipóthoz ment feleségül (férjének apja báró csetei Herzog Péter, a század egyik legnagyobb terménykereskedője, a Victoria Gőzmalom Rt. főrészvényese volt). Báró Hatvany-Deutsch Józsefnek volt két fivére, Hatvany-Deutsch Károly (1863–1944) és Hatvany-Deutsch Béla (1866–1933).

### Báró Hatvany-Deutsch Károly
Deutsch Bernát (1826–1893) és szurdai Weiss Laura (1837–1904) fia, Hatvany-Deutsch Károly (1863–1944) 1890-ben lépett be a Deutsch Ignác és Fia (DIF) családi vállalkozásba. Igazgatósági tagja volt egyebek között a következő vállalatoknak 1903-ban: Nagy-Surányi Cukorgyár és Finomító Rt., Vas megyei Cukorgyár, Concordia Gőzmalom Rt.; 1913-ban: Magyar Leszámítoló és Pénzváltó Bank, Forgalmi Bank Rt., Hungária Bank Rt.
1908. október 23-án fivéreivel együtt bárói címet szerzett az uralkodótól. A „Deutsch Ig. és Fia” cég jövedelméből 1921-ben 16,38%-kal, 1933-ban már 20%-kal részesedett. Báró Hatvany-Deutsch Károly feleségül vette Csányi Renéet, akitől született: gyermekeik Hatvany Mariann és Hatvany János.
1911. április 22.-én névváltoztatást engedett Ferenc József magyar király báró hatvani Hatvany-Deutsch Károly nagyiparos számára, aki onnantól a "báró hatvani Hatvany Károly" név alatt élt a "Deutsch"-ot mellőzve.

### Hatvany-Deutsch Béla
Hatvany-Deutsch Béla (1866–1933) 1897-től volt a „Deutsch Ig. és Fia” közkereseti társaság tagja. 1913-ban ő is igazgatósági tagja volt a család érdekeltségéhez tartozó hatvani, nagy-surányi és oroszkai cukorgyárnak, valamint a Kassa–Oderbergi Vasútnak. Ezeken kívül helyet foglalt még három osztrák cukorgyár, valamint az Osztrák–Magyar Bank igazgatóságában is. A családi vállalkozásból 1921-ben 20,97%-kal részesedett. Hatvany-Deutsch Béla felesége, Taussig Klára az osztrák állami vasutak vezérigazgatójának leánya volt. Bécsben éltek, és két gyermeke született: Hatvany Pál (1900–?), Hatvany Péter (1903–1936).

## Az ötödik nemzedék

### Báró hatvaniHatvany Lajos

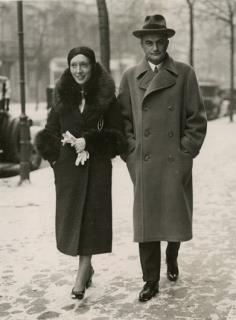
Báró hatvani Hatvany Lajos és felesége, Winsloe Christina

Apja báró hatvani Hatvany-Deutsch Sándor (1852–1913), anyja Hatvany-Deutsch Emma (1858–1901) bárónő volt. Hatvani báró Hatvany Lajos (Budapest, 1880. október 28. – Budapest, 1961. január 12.) író, kritikus, irodalomtörténész, Kossuth-díjas (1959), az MTA tagja; „az utolsó mecénás”. Formálisan 1916-tól volt tagja a családi vállalkozásnak, de az 1918–19-es polgári forradalomban vállalt szerepe miatt a család féltette tőle az üzletet, és végkielégítést adott neki (ez 1921-ben 9% volt).
1917. március 19-én névváltoztatást engedett meg IV. Károly magyar király báró hatvani Hatvany-Deutsch Lajos és fivére Ferenc számára; ekkor a báró hatvani Hatvany Lajos névvel élt, a Deutsch vezetéknevet mellőzve.

### Báró hatvaniHatvany Ferenc

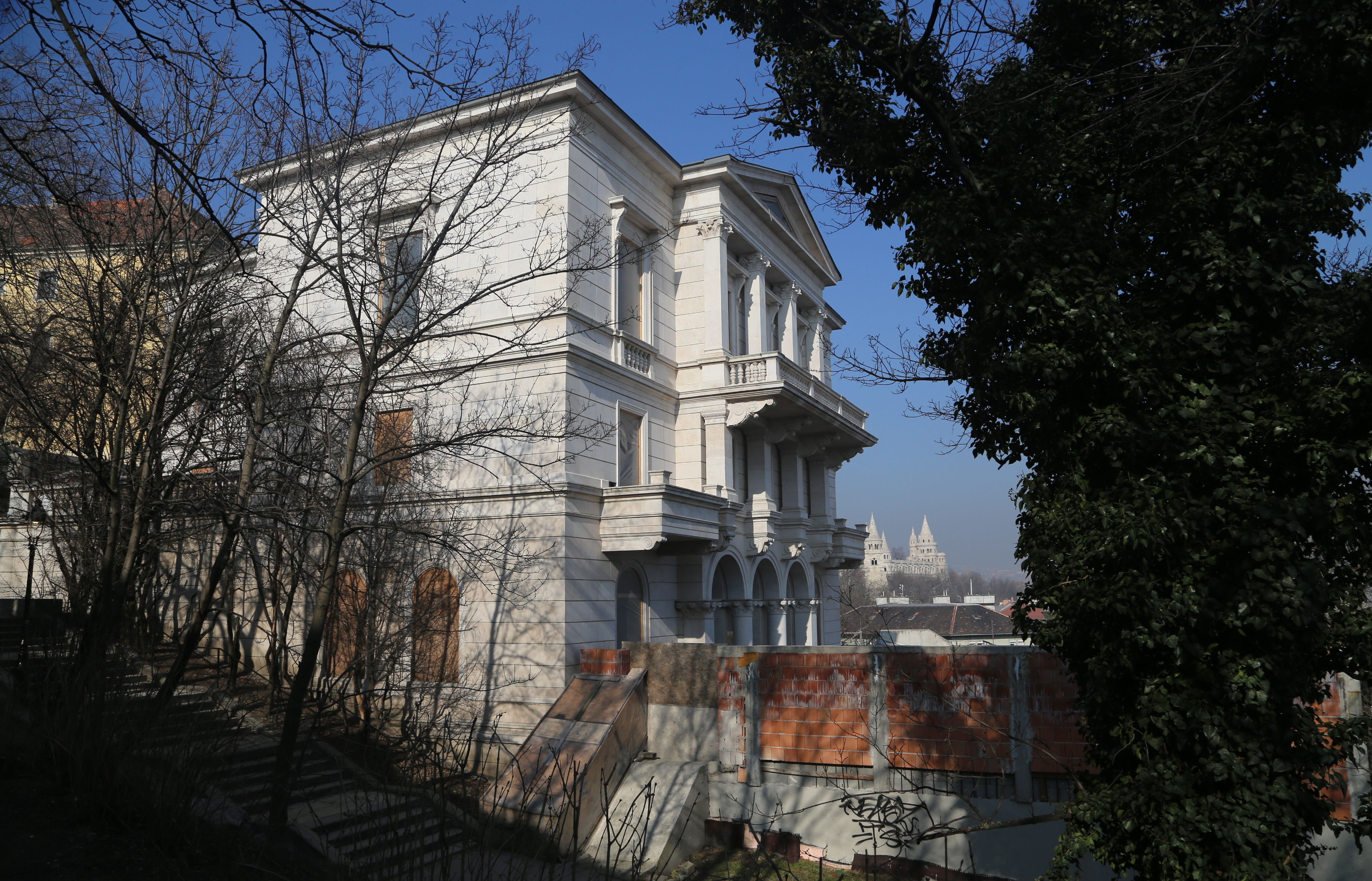
Az Ybl Miklós által tervezett Lónyay-Hatvany villa Budán, 2015-ben. Itt lakott Hatvany Ferenc 1923 és 1944 között.

Apja, báró hatvani Hatvany-Deutsch Sándor (1852–1913), anyja, Hatvany-Deutsch Emma (1858–1901) bárónő volt. Báró hatvani Hatvany Ferenc (Budapest, 1881. október 29. – Lausanne, 1958. február 7.) festőművész Budapesten Fényes Adolfnál és Bihari Sándornál tanult, majd Nagybányán és Párizsban folytatta tanulmányait. Éveket töltött Olaszországban, Németországban és Spanyolországban. Formálisan 1916-tól volt tagja a családi vállalkozásnak; részesedése 1921-ben 11% volt.
Vagyonának, jövedelmének jelentős részét kiváló ízléssel összeválogatott műgyűjteményének gyarapítására költötte; a gyűjtemény a második világháború után szétszóródott. A gyűjtemény jelentős darabjai voltak egyebek között:
- Tintoretto: Férfi képmása (1570-es évek) — hadizsákmányként a Szovjetunióba vitték;
- El Greco: Mózes a Sinai hegyén (1567–1570 körül) — Iraklion, Nemzeti Múzeum;
- Ingres: Kis fürdőző (1826) — Washington, Philips Memorial Gallery;
- Delacroix: Arab tábor (1863) — Szépművészeti Múzeum;
- Corot: Álmodozó Marietta (1869–1870) — hadizsákmányként a Szovjetunióba vitték;
- Courbet: Birkózók (1853) — Szépművészeti Múzeum;
- Manet: A Folies-Bergère bárja (1881–82) — London, Courtauld Institute;
- Cezanne: Buffet (1873–1877 körül) — Szépművészeti Múzeum;
- Picasso: Anya gyermekével (1904) — Szépművészeti Múzeum.

1917. március 19.-én névváltoztatást engedett meg Ferenc József magyar király báró hatvani Hatvany-Deutsch Ferenc és fivére Lajos számára; ekkor a "báró hatvani Hatvany Lajos" névvel élt a "Deutsch" vezetéknevet mellőzve.

### Báró hatvani Hatvany Irén
Apja, báró hatvani Hatvany-Deutsch Sándor (1852–1913), anyja, Hatvany-Deutsch Emma (1858–1901) bárónő volt. Hatvany Irén (1885–1944) Hirsch Alberthez ment feleségül. Férje 1910-ben lett a közkereseti társaság tagja, és 1913-ban már több, a cég érdekeltségéhez tartozó részvénytársaság igazgatóságában is helyet foglalt. Részesedésük a családi vállalkozás jövedelméből: 1921-ben: Hirsch Albert 5%, Hatvany Irén 9%. 1933-ban: Hirsch Albert 6,3%, Hatvany Irén 10,8%.
A második világháborúban Irént Auschwitzba deportálták, és a koncentrációs táborban halt meg.

### Hatvany Endre
Apja, báró hatvani Hatvany-Deutsch József (1858–1913), anyja, vágújhelyi Laczko Fanny (1888–1964) volt. Hatvany Endre (1892–1961) 1916-ban lett a „Deutsch Ig. és Fia” cég társtagja. Az 1920-as évek végén ő kezdeményezte a Hatvani Paradicsomkonzervgyár létrehozását. A főrendi ház tagja volt.

### Hatvany Bernát
Apja, báró hatvani Hatvany-Deutsch József (1858–1913), anyja, vágújhelyi Laczko Fanny (1888–1964) volt. Hatvany Bernát (Budapest, 1900 – Párizs, 1980), más névváltozatban Hatvany Bertalan, orientalista. Vegyészetet, majd kereskedést tanult, de mindkettőt abbahagyta. Egy ideig a Concordia malomban dolgozott, majd 1939-ben emigrált. Ázsiai utazásai után megírta a kínai kérdés történetét is. Magyarra fordította és magyarázatokkal ellátva Münchenben kiadta a Tao Te King című filozófiai költeményt.
Gazdag keleti műgyűjteményét valószínűleg a szovjetek vitték el hadizsákmányként.

## A Hatvany örökösök keresete
A második világháborúban szétszóródott és a múzeumokban megmaradt műtárgyak visszaszerzésére vagy kárpótlásukért amerikai örökösök pert indítottak több állam ellen is. Ennek kimenetele bizonytalan máig.